# Sergej Tsjikalkin
Sergej Sergejevitsj Tsjikalkin (Russisch: Сергей Сергеевич Чикалкин) (Koejbysjev, 11 december 1975), is een voormalig professionele basketbalspeler die speelde voor het nationale team van Rusland.

## Carrière
Tsjikalkin begon zijn profcarrière bij BK Samara in 1994. Hij werd twee keer derde om het Landskampioenschap van Rusland in 1997 en 1998. In 1998 ging Tsjikalkin spelen voor Avtodor Saratov en werd één keer tweede om het landskampioenschap van Rusland. In 1999 stapte Tsjikalkin over naar Ural-Great Perm. Met Ural-Great werd hij één keer tweede in 2000 en één keer landskampioen van Rusland in 2001. Ook won hij de NEBL in 2001. In 2001 verhuisde hij naar Benetton Treviso in Italië. Hij werd met die club één keer Landskampioen van Italië in 2002. In 2002 ging Tsjikalkin spelen voor UNICS Kazan. Hij werd derde om het landskampioenschap van Rusland in 2003. Hij werd met UNICS wel Bekerwinnaar van Rusland in 2003. Na een jaar keerde Tsjikalkin terug naar Ural-Great Perm en werd bekerwinnaar van Rusland in 2004. In 2004 verhuisde Tsjikalkin naar BK Kiev in Oekraïne. Hij werd met Kiev één keer tweede om het Landskampioenschap van Oekraïne in 2004 en één keer landskampioen in 2005. In 2005 vertrok Tsjikalkin bij Kiev en ging naar UNICS Kazan. Hij werd één keer tweede om het landskampioenschap van Rusland en werd bekerwinnaar van Rusland in 2009. In 2009 speelde hij nog even voor CSK VVS Samara en stopte toen met basketbal.

## Erelijst
- Landskampioen Rusland: 1
  - Winnaar: 2001
  - Tweede: 1999, 2000, 2007
  - Derde: 1997, 1998, 2003
- Bekerwinnaar Rusland: 3
  - Winnaar: 2003, 2004, 2009
- Landskampioen Oekraïne: 1
  - Winnaar: 2005
  - Tweede: 2004
- Landskampioen Italië: 1
  - Winnaar: 2002
- NEBL: 1
  - Winnaar: 2001